# جيمي ماديسون
جيمي ماديسون (بالإنجليزية: Jimmy Maddison)‏ (9 نوفمبر 1924 في المملكة المتحدة - 7 يونيو 1992) هو لاعب كرة قدم بريطاني (وحمل سابقاً جنسية المملكة المتحدة لبريطانيا العظمى وأيرلندا) في مركز جناح ‏. لعب مع غريمسبي تاون ونادي تشيسترفيلد ونادي ميدلزبره ونادي كامبريدج ستي ودارلينجتون إف سى.